# Farglory 95rich
Le Farglory 95rich (遠雄九五) est un gratte-ciel de 184 mètres de hauteur construit de 2011 à 2017 à New Taipei dans l'agglomération de Taipei dans l'île de Taïwan. 
L'immeuble abrite des logements sur 42 étages.
L'architecte est l'architecte taïwanais C. Y. Lee qui a également conçu la Taipei 101, le plus haut gratte-ciel de Taïwan.